# Gualdo Tadino
Gualdo Tadino (latin: Tadinum) är en kommun i provinsen Perugia, i regionen Umbrien. Kommunen hade 14 949 invånare (2018) och gränsar till kommunerna Fabriano, Fossato di Vico, Gubbio, Nocera Umbra och Valfabbrica.